# Новониколаевка (Купинский район)
Новоникола́евка — деревня в Купинском районе Новосибирской области России. Административный центр Новониколаевского сельсовета.

## География
Площадь деревни — 87 гектаров.

## Население
| 2002 | 2007 | 2010 |
| ---- | ---- | ---- |
| 533  | ↘492 | ↘446 |

## Инфраструктура
В деревне по данным на 2007 год функционируют 1 учреждение здравоохранения и 1 учреждение образования.